# 권민수
권민수는 대한민국의 극작가이다. 2001년 KBS 드라마 《드라마시티 - 슬픈 하와이》로 데뷔하였다.

## 인물 소개
2001년에 '슬픈 하와이'로 KBS 극본 공모 우수상에 당선되어, 2001년 12월 9일 '슬픈 하와이'부터 2006년 7월22일 '귀자 이야기'까지 9편의 단막극을 집필하여 KBS 드라마시티를 통해 방송이 되었고, 2007년 3월 4일에는 KBS TV문학관을 통해 '랍스터를 먹는 시간'이 방송되었다.
장편 드라마로는 2003년 KBS 주말 드라마 '보디가드'와 2005년 SBS 수목 드라마 '사랑은 기적이 필요해', 2007년 KBS 월화 드라마 '꽃 피는 봄이 오면', 2010년 KBS 아침 일일 드라마 '엄마도 예쁘다'를 집필하였다. 2013년 7월부터 2013년 9월까지 KBS 수목 드라마 '칼과 꽃'이 방영되었다. 6년 뒤인 2019년 8월부터 10월까지 MBN 수목 드라마 '우아한 가'가 방영되었고, '우아한 가'의 마지막 회는 8.478% (닐슨 코리아)로 MBN 드라마 최고 시청률을 달성하였다.

## 집필 작품

### 단편 드라마
- 2001년 12월 9일 kbs 드라마시티 - 슬픈 하와이 kbs 극본 공모 우수상 당선 (연출: 김형일)
- 2002년 7월 21일 kbs 드라마시티 - 사랑에 대한 모독 (연출: 김명욱, 출연: 최수린, 박지일, 심형탁, 엄유신)
- 2002년 8월 4일 kbs 드라마시티 - 우리들의 천국 (연출: 이원익, 출연:이효정, 기주봉, 박동빈, 김나운, 김미정, 이상숙)
- 2002년 10월 20일 kbs 드라마시티 - 달콤한 혹은 씁쓸한 (연출: 이재영, 출연: 강래연, 김나운, 최성준, 기주봉, 이미경, 김성희)
- 2002년 11월 10일 kbs 드라마시티 - 아줌마 밴드 결성 사건 (연출: 진형욱, 출연: 김성령, 박현숙, 조혜련, 임성민, 이한위, 김일우, 김해숙)
- 2003년 1월 26일 kbs 드라마시티 - 그해 마지막 목요일 (연출: 배경수, 출연: 박동빈, 신소미, 정원중, 정재곤)
- 2004년 2월 22일 kbs 드라마시티 - 첫차를 기다리며 (연출: 이원익, 출연: 박혜숙, 정욱, 이형준, 이상인, 김예령, 박신혜)
- 2005년 10월 1일 kbs 드라마시티 - 고포여인숙 (연출: 한준서, 출연: 최자혜, 안석환, 조재완, 하재영)
- 2006년 7월 22일 kbs 드라마시티 - 귀자 이야기 (연출: 한준서, 출연: 김민주, 김정욱, 장태성, 조양자)
- 2007년 3월 4일 kbs TV문학관 - 랍스터를 먹는 시간 (연출: 이원익, 출연: 문수, 이경진, 이덕윤)

### 장편 드라마
- 2003년 7월 5일 ~ 2003년 9월 14일 KBS 주말 드라마 - 보디가드
- 2005년 10월 5일 ~ 2005년 12월 8일 SBS 수목 드라마 - 사랑은 기적이 필요해
- 2007년 1월 15일 ~ 2007년 3월 13일 KBS 월화 드라마 - 꽃피는 봄이 오면
- 2010년 4월 5일 ~ 2010년 10월 23일 KBS 아침 일일 드라마 - 엄마도 예쁘다
- 2013년 7월 3일 ~ 2013년 9월 5일 KBS 수목 드라마 - 칼과 꽃
- 2019년 8월 21일 ~ 2019년 10월 17일 MBN 수목 드라마 - 우아한 가
- 2023년 ENA 수목 미니시리즈 - 오랫동안 당신을 기다렸습니다

## 기타
- 2004년 몬트리올 영화제 초청작 - 첫차를 기다리며[1]